# Федяшинская
Федяшинская — деревня в Вожегодском районе Вологодской области.
Входит в состав Явенгского сельского поселения, с точки зрения административно-территориального деления — в Явенгский сельсовет.
Расстояние до районного центра Вожеги по автодороге — 20 км, до центра муниципального образования Базы по прямой — 3 км. Ближайшие населённые пункты — Новая, Покровское, Пожарище, Пролетарский, Олеховская.
По данным переписи в 2002 году постоянного населения не было.